# Gura Văii (okręg Neamț)
Gura Văii – wieś w Rumunii, w okręgu Neamț, w gminie Girov. W 2011 roku liczyła 533 mieszkańców.